# تشاوات فيراتشات
تشاوات فيراتشات (بالتايلندية: เชาว์วัฒน์ วีระชาติ)‏ (23 يونيو 1996 بمحافظة تشيانغ مي في تايلاند - ) هو لاعب كرة قدم تايلندي في مركز الوسط. لعب مع نادي بوريرام يونايتد وSurin City F.C. ‏.

## وصلات خارجية
- تشاوات فيراتشات على موقع رابطة كرة القدم اليابانية للمحترفين (اليابانية)
- تشاوات فيراتشات على موقع إي إس بي إن إف سي (الإنجليزية)
- تشاوات فيراتشات على موقع ناشيونال فوتبول تيمز (الإنجليزية)
- تشاوات فيراتشات على موقع Soccerway.com (الإنجليزية)
- تشاوات فيراتشات على موقع عالم كرة القدم.نت (الإنجليزية)